# Țep

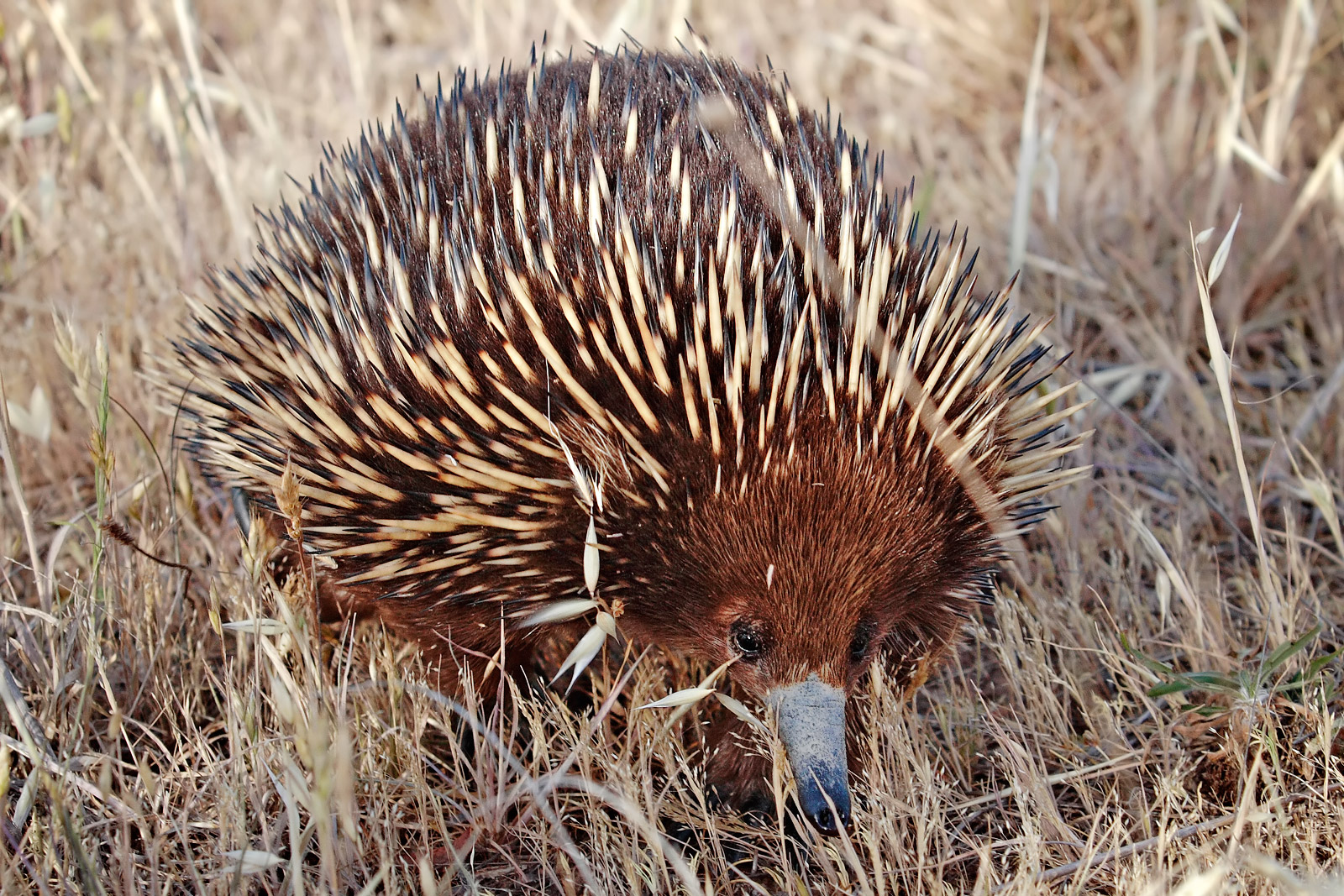
Echidna

În zoologie, țepii  sunt structuri păroase dure și spinoase precum acele care se formează la unele animale, acoperindu-le corpul. În general, țepii la animale au funcție de apărare. Țepii, cel mai adesea, sunt formați din cheratină. Porcul spinos, aricii de mare, șoarecii țepoși, aricii, echidnele sunt unele dintre speciile de animale care prezintă țepi. Existau și două specii de dinozauri din familia Ornithischia care aveau țepi. 